# Eisenwerk Salzgitter
Das Eisenwerk Salzgitter ist ein ehemaliges Hochofenwerk, das von 1869 bis 1874 auf dem Gebiet des heutigen Salzgitter-Bad betrieben wurde.

## Vorgeschichte
Auslöser für die Planungen zur Errichtung eines Hüttenwerkes waren die Berichte von Albert Schloenbach aus dem Jahr 1866 über Erzvorkommen bei Salzgitter-Bad. Schloenbach war als Ober-Salineninspektor Leiter der Saline Salzliebenhalle im heutigen Salzgitter-Bad, neben dieser Tätigkeit erforschte er die Geologie des Harzvorlandes. Insbesondere erkundete er die heimischen Erzlagerstätten und gilt als der Wegbereiter für den Eisenerzbergbau in Salzgitter. Zu seinen Funden gehören die Eisenerzvorkommen der späteren Gruben Finkenkule und Hannoversche Treue. Diese Erkenntnisse veranlassten Emil Langen, der bis 1867 Generaldirektor des „Sieg-Rheinischen Bergwerks- und Hüttenvereins“ in Troisdorf gewesen war, in der Nähe der Eisenfunde ein Werk zur Verhüttung des Eisenerzes zu errichten.
Am 24. Juni 1868 wurde daraufhin die Aktiengesellschaft Eisenwerke Salzgitter gegründet. Gegenstand des Unternehmens war die Ausbeutung von Eisensteinfeldern und die Verwertung der geförderten Eisensteine teils durch Verkauf, teils durch Verhüttung in einem Hochofenetablissement mit den erforderlichen Nebenanlagen und der Verkauf des produzierten Roheisens. Zum Aufsichtsrat des Aktiengesellschaft gehörten u. a. Albert Schloenbach, der die Erzvorkommen erkundet hatte, und der „Eisenbahnkönig“ Bethel Henry Strousberg. Anhand der hier gewonnenen Erfahrungen ließ Strousberg 1869 im benachbarten Posthof bei Othfresen ebenfalls ein Eisenwerk mit vier Hochöfen errichten.

## Bau des Eisenwerkes
Der Bau des Werkes wurde im Februar 1869 begonnen, der erste Roheisenabstich konnte am 12. Oktober 1869 durchgeführt werden. Das Gelände des Hüttenwerkes lag an der Ausfallstraße nach Gitter, südlich der heutigen Grundstücke Gittertor 40 bis 44. Da die einheimischen Maurer keine Erfahrung im Hochofenbau hatten, verpflichtete Langen den Maurer Arnold Hoenerbach aus Köln als Bauleiter, den er bereits in Troisdorf kennengelernt hatte. Zur Rohstahlerzeugung sollten vier Hochöfen gebaut werden. Diese waren etwa 16 Meter hoch und nach schottischem Vorbild aus Klinkern gemauert. Zur Inbetriebnahme wurden zwei Hochöfen fertiggestellt, vor diesen lagen die Gießhallen, dahinter standen die Kesselhäuser. Zur Anlage gehörten auch Koksöfen zur Herstellung des benötigten Koks. Das Kühlwasser wurde aus mehreren auf dem Werksgelände vorhandenen Quellen und aus Staubecken der Warne bezogen und in sechs Teichen auf dem Hüttengelände gespeichert. Zwei dieser Teiche dienten der Bevölkerung noch bis in die 1920er Jahre als Badeteich.

## Betrieb des Eisenwerkes
Das Eisenerz zum Betrieb seines Werkes bezog Langen von den Gruben Segen Gottes und Morgenröthe (später Grube Finkenkuhle), aus den Erzfeldern Zuversicht und Hinterlist bei Kniestedt (später Grube Hannoversche Treue) und aus einem Eisensteinstollen an der Grenzlerburg (zwischen Gitter und Liebenburg). 1868 erwarb Langen das Geviertfeld Salzgitter im Umfeld des späteren (Gitterschachtes), das aus den früheren Längenfeldern Untere Landwehr, Ferdinandine und Gut Glück hervorgegangen war. Im Bereich der späteren Grube Haverlahwiese besaß Langen die Felder „Bergmannstrost“ und „Glücksrad“ (Bartelszeche nahe der Ortschaft Steinlah). Da seine bei Groß Döhren gelegenen Felder der Grube Fortuna zu weit entfernt waren und daher zu hohe Transportkosten verursachten, verkaufte Langen diese 1869 an Strousberg, den Besitzer des im gleichen Jahr gegründeten Eisenwerks Othfresen.
Für den Transport des Erzes hatte Langen Schmalspurbahnen vom Eisenwerk zu den Feldern der Finkenkuhle und zur Hannoverschen Treue verlegen lassen. Das Erz der Bartelszeche wurde mit Pferdefuhrwerken gebracht, ebenso das von der nahen Grenzlerburg. Den Zuschlagskalk für die Hochöfen holte man aus dem Kalksteinbruch Fleischerkamp (zwischen Salzgitter-Bad und Haverlah, etwa 500 Meter westlich der Grube Finkenkuhle), der Transport des Kalks erfolgte mit Loren über eine eigens verlegte Bahntrasse.
Viele der Facharbeiter hatte Langen aus seiner Heimat, dem Bergischen Land‚ nach Salzgitter geholt, da es hier nicht genügend ausgebildete Berg- und Hüttenleute gab. Für 1873 sind Zahlenangaben zur Produktion und Beschäftigung überliefert, danach wurden 9146 Tonnen Roheisen erzeugt, das Hochofenwerk hatte 250 Beschäftigte, weitere 450 Bergleute arbeiteten in den Erzgruben Langens.
In der Betriebszeit des Werkes geschah eine Reihe von Unglücken, deren Ursachen zum Teil in der Unerfahrenheit der Mitarbeiter lagen; auch waren häufig Unzulänglichkeiten der Technik der Grund. Ein erster schwerer Unfall ereignete sich am 10. Juli 1870, als bei einer Reparatur an einem Hochofen der obere Teil einstürzte und mehrere Arbeiter durch die herabstürzende Glut so schwere Brandverletzungen erlitten, dass vier von ihnen starben. Auch Emil Langen fiel einem Unglück zum Opfer, als er am 30. September 1870 einen Hochofen inspizierte und es dabei zu einer Explosion kam, an deren Folgen er am nächsten Tag verstarb. Langen wurde auf dem Vöppstedter Friedhof beigesetzt, sein Grab ist heute nicht mehr erhalten.
Ein weiteres schweres Unglück ereignete sich im September 1873, als ein Dampfkessel explodierte. Ursache waren wahrscheinlich fehlerhafte Eisenbleche. An den Folgen dieses Unglücks starben fünf Mitarbeiter. Durch weitere Unglücksfälle verschlechterte sich die wirtschaftliche Lage, sodass die Bilanz für 1873 mit einem Verlust von 119.765 Talern abgeschlossen wurde.
Neben den Unglücken führten Absatzschwierigkeiten dazu, dass im folgenden Jahr einer der beiden Hochöfen außer Betrieb genommen wurde. Gründe für den schwindenden Absatz waren zum einen Probleme bei der Verhüttung der sauren Erze, sodass das erzeugte Roheisen eine vergleichbar schlechte Qualität aufwies. Zum anderen konnten nach der Eingliederung Lothringens als Folge des Deutsch-Französischen Krieges 1870/71 hochwertigere Minette-Erze eingesetzt werden, die eine wirtschaftlichere Verhüttung ermöglichten und bessere Stahlqualitäten ergaben. Das Eisenwerk Salzgitter wurde daher zum 31. Oktober 1874 geschlossen, die Aktiengesellschaft wurde 1877 aufgelöst und die Anlagen wurden bis 1892 abgerissen. Erhalten geblieben ist ein Wohnhaus am Gittertor, das Langen für seine Angestellten hatte errichten lassen.